# ایری سفلی
ایری سفلی یکی از روستاهای استان آذربایجان شرقی است که در دهستان دیزمار غربی بخش سیه‌رود شهرستان جلفا واقع شده‌است.این روستا ۱۶۱۶ نفر جمعیت دارد.